# Dorfkirche Kaulsdorf
Die evangelische Dorfkirche Kaulsdorf, seit 1912 mit dem Zusatz Jesuskirche, ist ein mittelalterliches Gotteshaus auf dem historischen Dorfanger des Ortsteils Berlin-Kaulsdorf im Bezirk Marzahn-Hellersdorf. Die Kirche wurde in den vergangenen Jahrhunderten mehrfach umgebaut, erweitert und in Teilen erneuert. Sie steht samt ihrer Einfriedung unter Denkmalschutz. Kirchenamtlich gehört sie seit 1945 zur Evangelischen Kirche Berlin-Brandenburg-schlesische Oberlausitz.

## Geschichte

### 1250–1715
Das erste Kirchengebäude an heutiger Stelle wurde um 1250 als einfacher Feldsteinbau im romanischen Stil errichtet. Die Saalkirche besaß eine halbrunde Apsis und war – nach Meinung von Fachleuten – ursprünglich turmlos. Sie erhielt erst im Spätmittelalter einen Fachwerk-Giebelturm für das Geläut aus drei Bronzeglocken. Im Dreißigjährigen Krieg geplündert und durch die Vertreibung der Bevölkerung dem Verfall preisgegeben, wurde die Kirche ab 1656 neu ausgestattet, zwischen 1685 und 1695 instand gesetzt und weiter neu eingerichtet. Der Name des Dorfes zur Kirchenbauzeit ist nicht überliefert, erst eine Urkunde von 1347 nennt Kaulsdorf als „Caulestorp“. Erstes schriftliches Material über die Kirche stammt aus dem Jahr 1450. Die Kaulsdorfer Gemeinde war seit 1412 „Altargut“ der Petrikirche Cölln und ab 1536 der Oberpfarr- und Domkirche Berlin (bis 1945).

### 1715–1874
In den Jahren 1715/1716 erfolgte ein barocker Umbau, in dessen Folge die zunächst vorhandenen schmalen Rundbogenfenster verbreitert oder zugemauert wurden. Das Kirchendach wurde abgetragen, der Ostgiebel mit der Apsis abgebrochen und die Kirche um etwa sieben Meter nach Osten verlängert. Die Wände des alten Kirchenschiffes wurden vermutlich um ungefähr einen Meter erhöht. Der erste Fachwerkturm war inzwischen „in- und auswendig gantz verfaulet“ und wurde durch einen gedrungenen Giebelturm aus Fachwerk mit Schallluken und einer welschen Haube ersetzt. In das Innere baute man einen neuen Glockenstuhl und ein neues Seigerhaus für die Kirchturmuhr ein. Schließlich wurde noch der Fußboden kleinteilig gepflastert.

### 1875–1912
Nachdem bereits 1834 der Seidenwirkerlehrling Heinrich Wohler die Kirche mit dem stark geschädigten Turm in einer Zeichnung festgehalten hatte, beschloss die Dorfgemeinde Kaulsdorf 1874, eine repräsentative dreiteilige Backstein-Turmanlage im neogotischen Stil zu errichten. Der Königliche Dombaumeister Krüger entwarf den Turmneubau und nahm Anfang Juli 1875 mit dem Maurermeister Gerhardt aus Altlandsberg und dem Zimmermeister Stumpf aus Tasdorf die Arbeit auf. Der baufällige Fachwerkturm und eine hölzerne Trennwand im Inneren der Kirche wurden entfernt und die Südpforten durch einen neuen Haupteingang in der westlichen Giebelwand ersetzt. Die benötigten 67.000 Mauersteine lieferte der Bauerngutsbesitzer Carl Julius Gustav Bausdorf aus seiner Ziegelei auf der Caulsdorfer Feldmark. Und aus der Ziegelei Benno Knape in Oderberg kamen rund 30.000 Verblendsteine. Unter Verwendung der noch brauchbaren Hölzer entstand der neue Glockenstuhl. Die Turm- und Glockeneinweihung konnte Anfang 1876 gefeiert werden. Der steinerne Turm war nun 33 m hoch, besaß vier Dachlukenaufsätze und trug einen schiefergedeckten achteckigen Turmhelm. Die Bekrönung bestand aus einer Stange mit vergoldetem Turmknopf, Wetterfahne und schmiedeeisernem Kreuz.

### 1912–April 1945

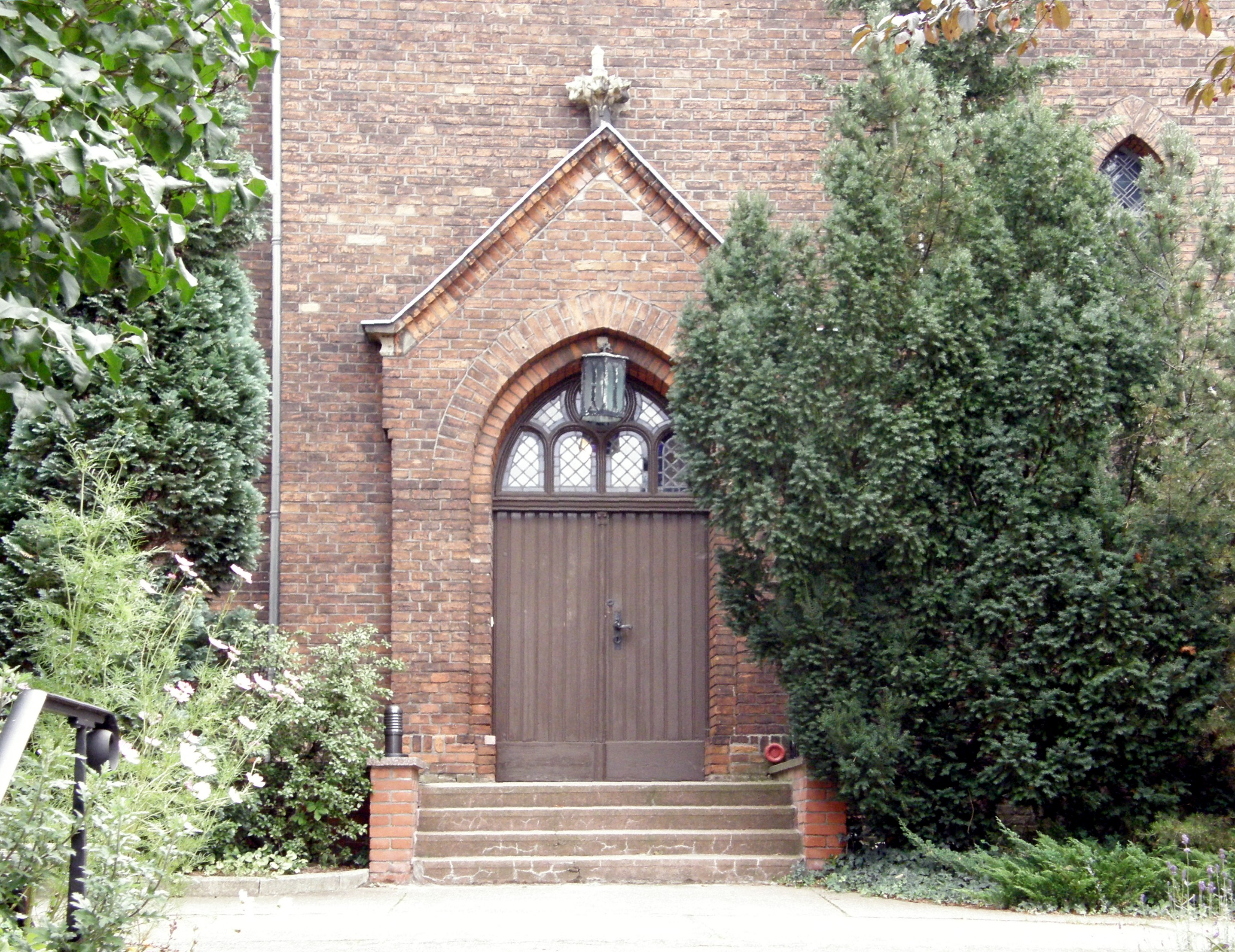
Westportal

Die rasche Bevölkerungszunahme in Kaulsdorf am Beginn des 20. Jahrhunderts führte zur Notwendigkeit, in der Kirche mehr Sitzplätze zu installieren, also wiederum einen Umbau vorzunehmen. So wurde ab 1912 nach dem Bericht des mit der Bauleitung beauftragten Regierungs- und Baurates Bernhard Hoffmann das Kirchendach „ohne Umdecken um rund 1,30 m gehoben“, die Langhauswände und die vorhandenen acht Fensteröffnungen wurden dementsprechend ebenfalls erhöht. Die ehemals nur mit Brettern verschalte Decke wurde anschließend verputzt und mit einer Voute entstand der Wandanschluss. Die Wandversätze von 1716 wurden abgeschrägt und mit Engelsflüchten verziert. Der nach dem Turmbau von 1875 noch erhaltene Giebelrest auf der Westempore wurde nun komplett beseitigt. Das Westportal erfuhr im Innern eine Verbreiterung, die Fenster erhielten neue farbige Verglasungen und eine neu gebaute Orgel der Gebrüder Dinse wurde installiert. Den nördlichen Anbau verwandelte man in eine benutzbare Sakristei zurück; er bekam einen separaten Eingang. Nach der Fertigstellung des Umbaus erhielt der Sakralbau bei der erneuten Einweihung am 8. Dezember 1912 den Namen Jesuskirche.
In den letzten Tagen des Zweiten Weltkriegs, am 22. April 1945, wurde die Kirchturmspitze von deutschen Flakhelfern vor dem Einmarsch der Roten Armee nach Berlin abgeschossen.

### Mai 1945–1991
Nach Kriegsende wurde die zerstörte Kirchturmspitze durch ein schlichtes Dach in Zeltform ersetzt. Im Jahr 1964 erhielt das Kirchenschiff einen neuen Außenputz und die Fensterrahmen wurden ausgetauscht. Zwischen 1979 und 1981 erfolgte eine Generalinstandsetzung, bei der die Behelfsturmspitze erneuert, mit Zinkblech gedeckt und ihr ein feuerverzinktes Kreuz aufgesetzt wurde. Auch das Umfeld der Kaulsdorfer Kirche wurde bei dieser Gelegenheit neu gestaltet.
Das Gebäude blieb in diesem Zustand bis nach der politischen Wende und diente den rund 3000 Mitgliedern der evangelischen Gemeinde für ihre Gottesdienste.

### Ab 1991
Nun konnten schrittweise bauliche Erneuerungen vorgenommen werden: die Dächer erhielten neuen Schiefer in altdeutscher Deckung, das Langhaus wurde saniert und frisch gestrichen.
Wiederaufbau der Turmspitze
Im Ergebnis einer Spendensammlung, initiiert von der Firma Schilkin, dem Heimatverein Hellersdorf, Kaulsdorf, Mahlsdorf e. V. und der Wohnungsbaugesellschaft Hellersdorf, kamen 1999 die benötigten Mittel (etwa 500.000 Mark) für einen Wiederaufbau der Turmspitze mit ihrer historischen neogotischen Haube zusammen.

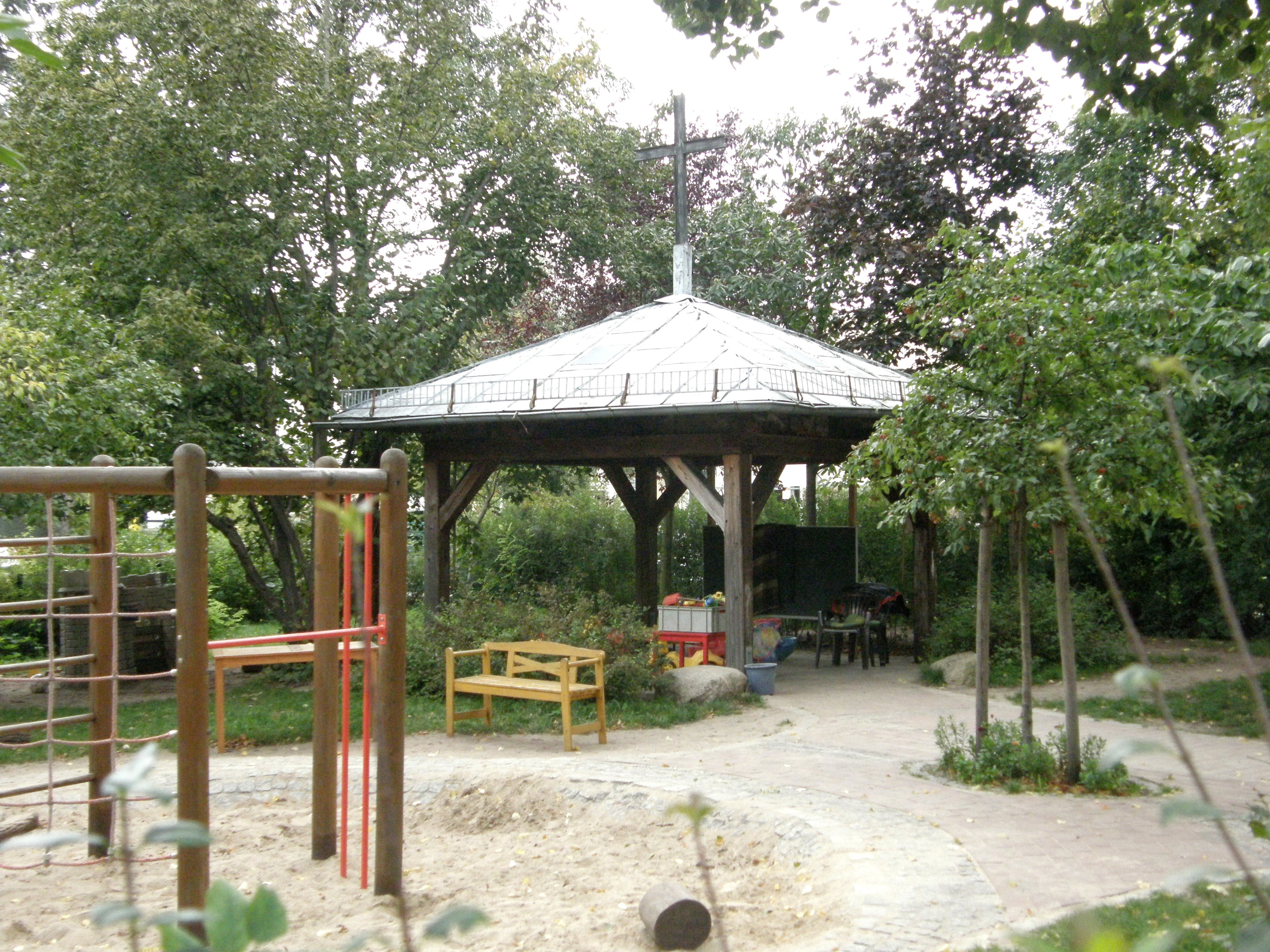
Turmdach-Provisorium (1945–1999), seit dem 21. Jahrhundert auf dem Spielplatz der Kindertagesstätte

An den Projektierungen und Ausführungsplanungen, bereits 1998 begonnen, beteiligten sich die Kunsthistorikerin Sylvia Müller, die Denkmalschützer Christa Heese und Lothar Herrmann sowie der Architekt Klaus Schaffrick und die Firma Hoch- und Tiefbauplanung Schröder. Die Arbeiten wurden an neun verschiedene Firmen der Region vergeben und von dem Gemeindemitglied Joachim Klee koordiniert. Das rund 50-jährige Dachprovisorium wurde auf Vorschlag der Architekten im evangelischen Kindergarten als Baldachin wieder aufgestellt. Das Richtfest fand am 10. August 1999 statt und am 2. Oktober 1999 konnte der Abschluss der Arbeiten feierlich begangen werden.

## Baubeschreibung

### Kirche
Der Grundriss der Kirche ist rechteckig mit einer Länge von rund 25 Metern und einer Breite von etwa elf Metern. Das Fundament besteht aus unregelmäßig geschichteten, unbehauenen oder gespaltenen Feldsteinen unterschiedlicher Größe. Das Gebäude trägt ein schiefergedecktes abgewalmtes Satteldach. Der Kirchenhauptraum hat glatt verputzte Wände und besitzt einen nördlichen quadratischen und einen südlichen rechteckigen Anbau. Im Jahr 1875 ließ die Gemeinde nach einem Entwurf des Baurates Georg Erbkam vor der Westfassade des Gotteshauses einen Kirchturm im neogotischen Stil errichten.

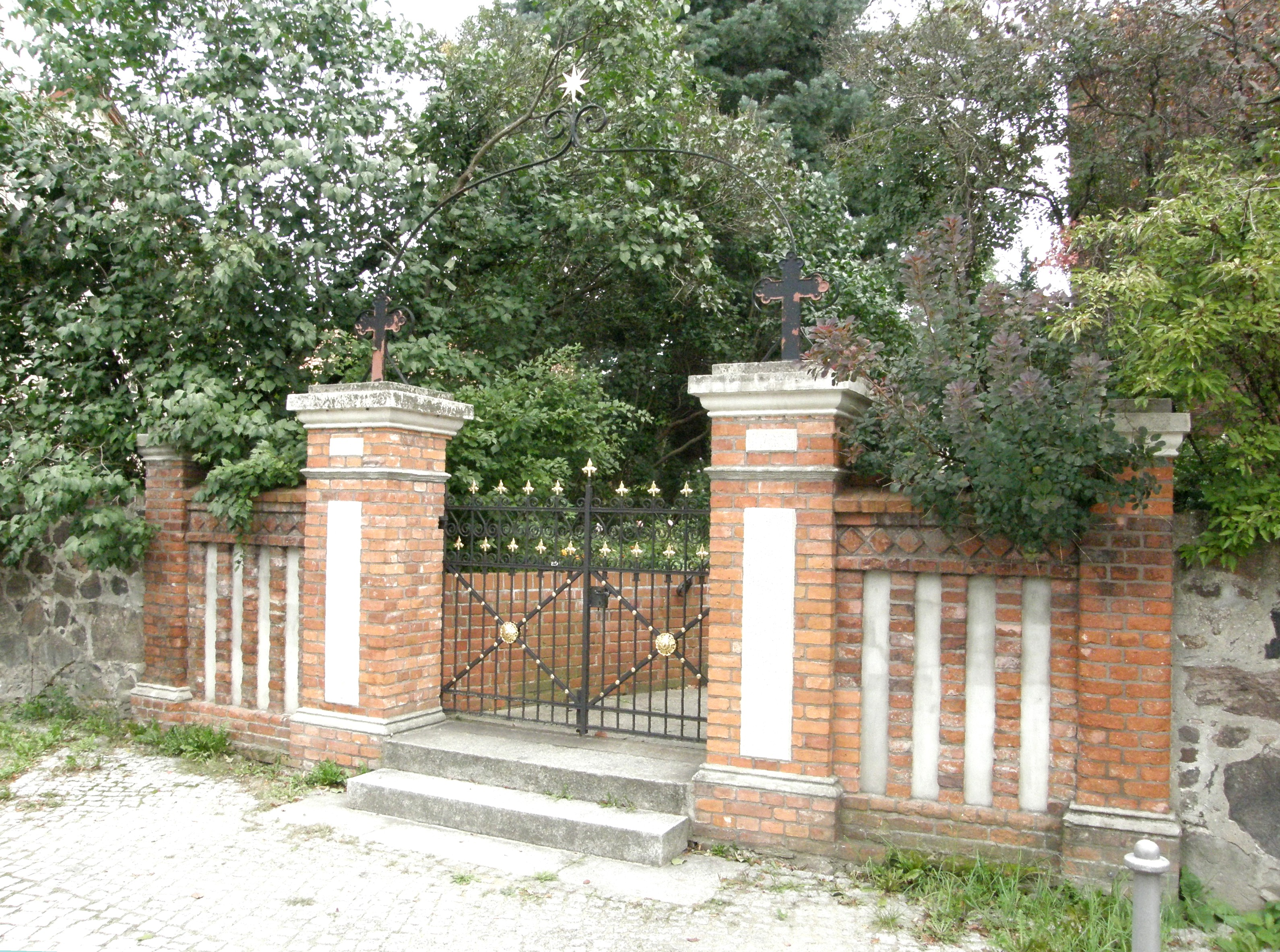
Hochzeitspforte

1880, nachdem der neue Turm fertiggestellt war, erhielt die Kirchenumfriedung einen neuen Eingang, der seit 1929 als Hochzeitspforte dient. Paare, die ihre kirchliche Trauung vollziehen lassen, treten durch dieses Portal aus dem Gotteshaus heraus und passieren dabei die doppelten Pfeilerpaare. Auf den Innenpfeilern stehen gusseiserne Kreuze, die durch einen Bogen miteinander verbunden sind, den mittig ein vergoldeter Stern schmückt. Das zweiflügelige Tor ist eine kunstvolle Schlosserarbeit.
Die 1999 rekonstruierte Turmspitze orientiert sich an den Originalfarben von 1875 und fällt durch hellere Materialien auf das Kirchengebäude auf.

### Turm

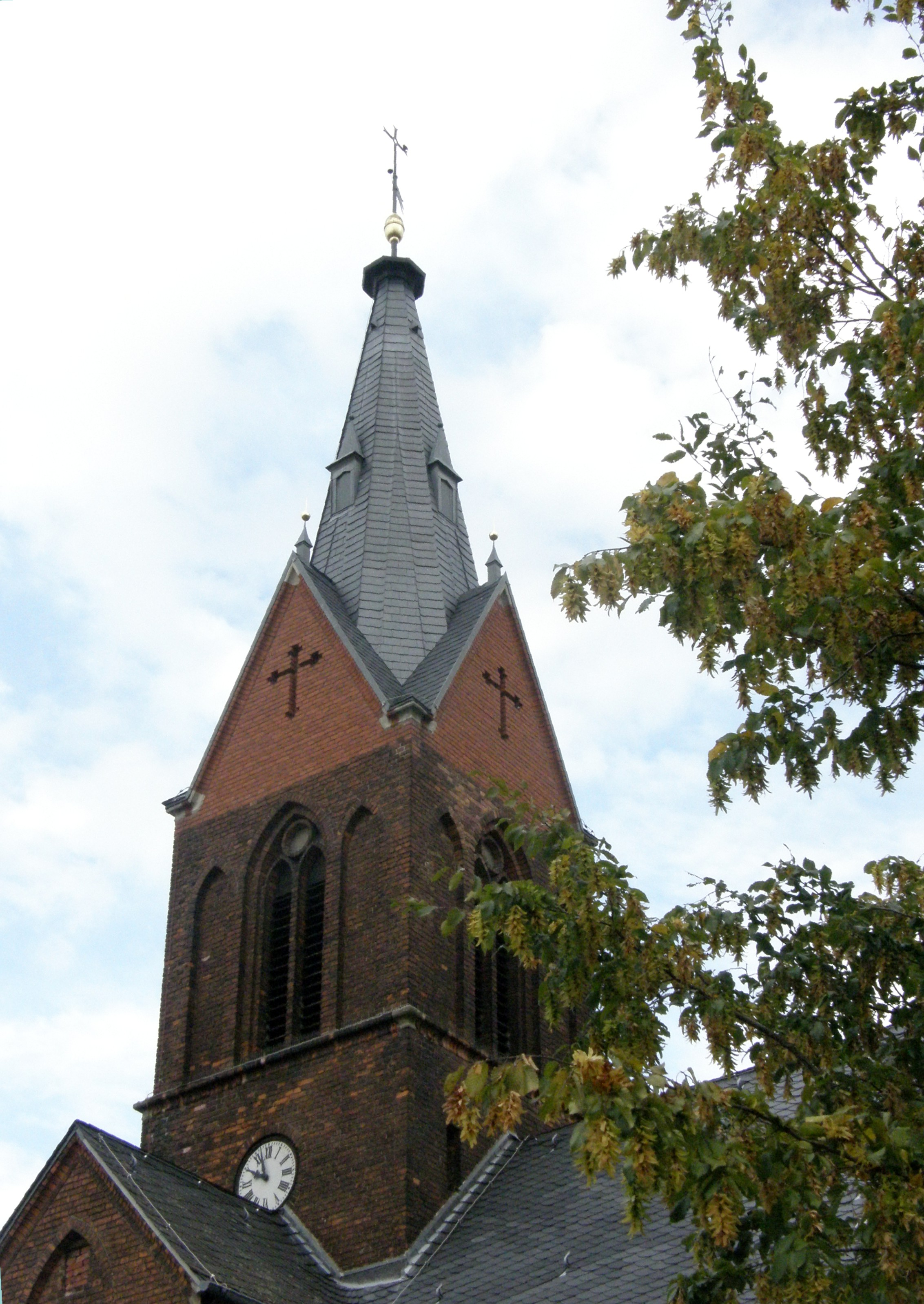
Erneuerte Turmspitze

Der Turm und die zwei Seitenhäuser wurden 1875 in der heutigen Form vor dem Westgiebel des Kirchengebäudes errichtet. Der Turm selbst besitzt einen quadratischen Grundriss.
Auf Höhe der Läuteetage werden seit 2000 drei Räume sowie eine ehemalige Dachkammer als Turmmuseum genutzt: In der Geschichtskammer gibt es wechselnde Ausstellungen. In der Glöcknerkammer befinden sich Tafeln zur Bau- und Ausstattungsgeschichte der Kirche, historische Urkunden und Glockendarstellungen. Im dritten Raum, in der Kunstkammer sind sakrale Exponate zu sehen, darunter Evangeliarien, Bibeln und Gesangbücher (ab 1793), eine aus einem einzigen Eichenstamm gefertigte Truhe aus dem 15. Jahrhundert, eine historische Koffertruhe (als ehemalige Kirchenschatulle), vier Totenkronenbretter, das mechanische Uhrwerk aus der Turmuhr von 1875, Auszüge aus dem ältesten Kaulsdorfer Gesamtkirchenbuch und dem ältesten Kirchenrechnungsbuch von 1685–1822/1823 und anderes. Ergänzend fungiert noch der Kirchendachboden als Nebenraum des Turmmuseums. Hier, unter den erhaltenen Originalteilen des Dachstuhls von 1716, gibt es ein Doppel der Befüllung des vergoldeten Turmknopfes von 1999 sowie ein Kirchenmodell und einige Pfeifen der Dinse-Orgel. Einige Tafeln früherer Ausstellungen stehen ebenfalls in diesem Raum. Der Zugang zum Museum erfolgt vom Kirchenvorraum aus.

## Ausstattung

### Altar

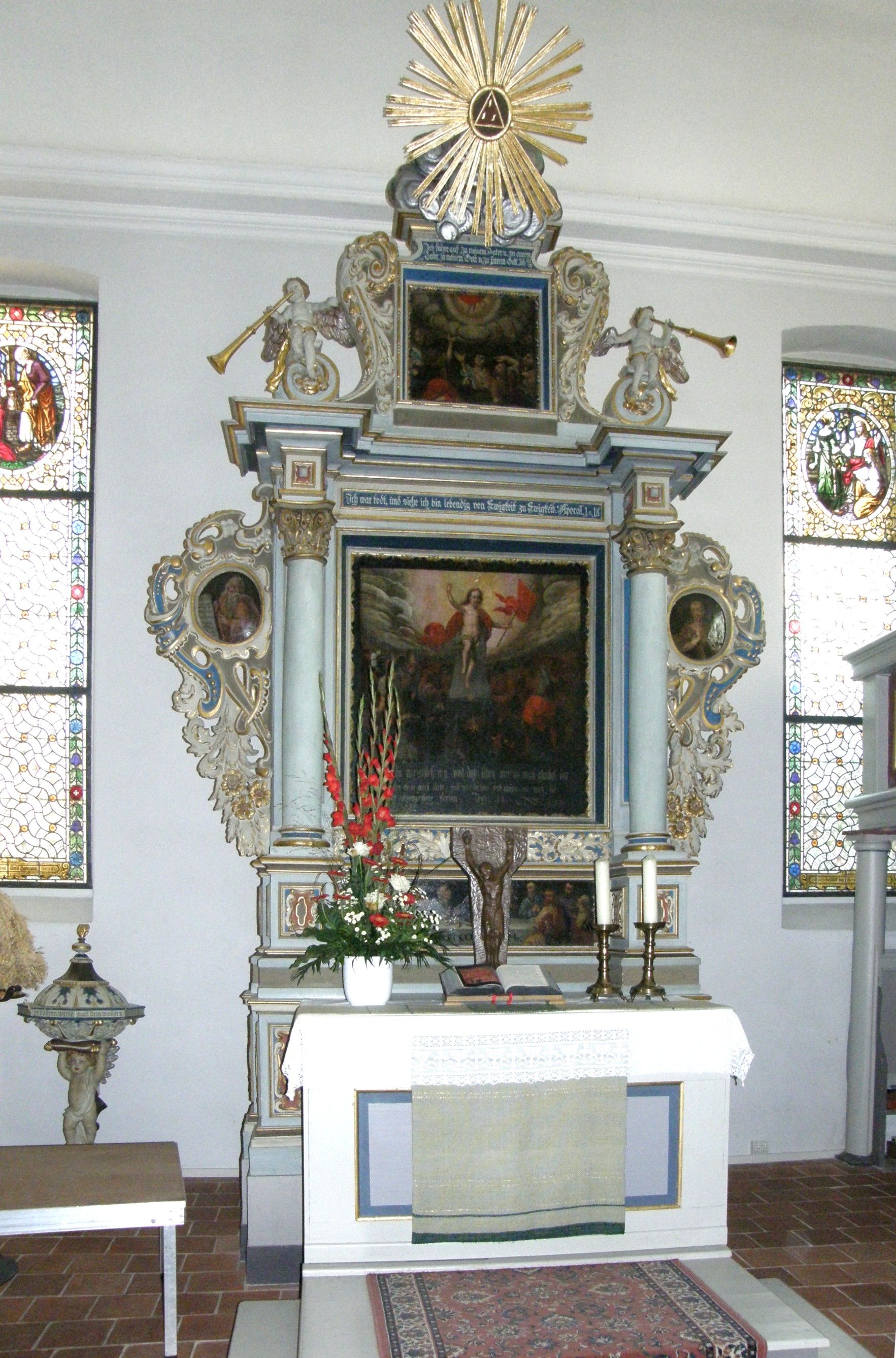
Altar und Altarfenster

Der Kircheninnenraum ist reich ausgestattet. Der Altar mit seinem Retabel wurde 1656 als erstes Ausstattungsstück nach dem Dreißigjährigen neu errichtet. Die zugehörigen Bilder zeigen die Auferstehung Christi und die Himmelfahrt Christi. Zum Altarretabel gehören Medaillons und eine Predella unter anderem mit dem Abendmahl Jesu. Fachleute identifizierten den Kirchenliederdichter Paul Gerhardt unter den dargestellten Personen. In der Folge wurde das Altarretabel mehrfach, zuletzt 1912, an die veränderten Raumhöhen angepasst. 1957–1958 erhielten die marmorierten Altarsäulen einen grauen Anstrich und die seitlichen Altarschranken mit den Kniebänken (Kommunionschranken) wurden beseitigt.

### Kirchenfenster

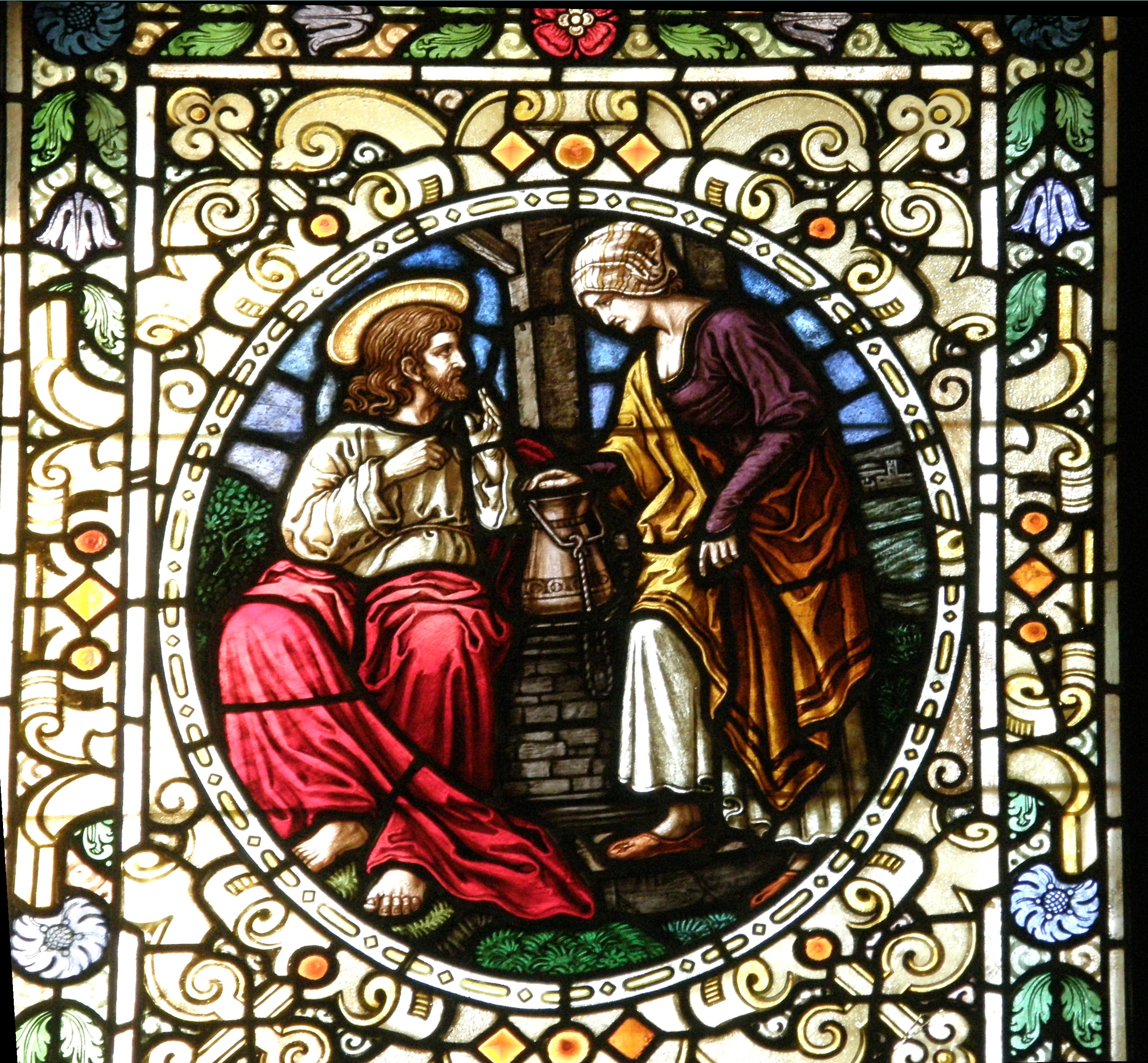
Figürliche Darstellung aus einem Altarfenster

Im Altarbereich schmücken drei hochrechteckige dreigeteilte farbige Kirchenfenster den Raum. Sie symbolisieren hängende Teppiche und ihre Medaillons zeigen (von Nord nach Süd) die Themen Der sinkende Petrus, Gespräch mit der Samariterin sowie Maria und Martha. Sie wurden von der Firma F. Müller in Quedlinburg anlässlich des Kirchenumbaus 1912 angefertigt (wie an einem kleinen Monogramm zu sehen ist) und gehören zu einem ursprünglich sechsteiligen Zyklus. Fünf Fenster wurden durch private Spenden von Kaulsdorfer Bürgern finanziert, deren Namen in die Fenster eingeschrieben wurden. Die übrigen Fenster einschließlich zweier Musterverglasungen aus Antikglas und einem Fenster für die Sakristei wurden von der Kirchengemeinde bezahlt. Die nördliche Kirchenwand wird von dem vierten Teppichfenster beherrscht. Bei seinem Ersteinbau zeigte es im Medaillon die Szene Der barmherzige Samariter; dieses ging im Zweiten Weltkrieg verloren und ist nun ornamental gestaltet. Zwei Fenster auf der Südseite, ursprünglich den Themen Pharisäer und Zöllner sowie Petrus heilt den Kranken gewidmet, sind im Krieg vollständig zerstört worden. Sie sind nun durch schlichte farbige Fenster ersetzt worden. Die Sakristei ist 1912 mit einem neuen Farbfenster ausgestattet worden, das aus Glasresten vorhergehender Saalfenster kunstvoll zusammengefügt wurde.

### Kanzel und Emporen

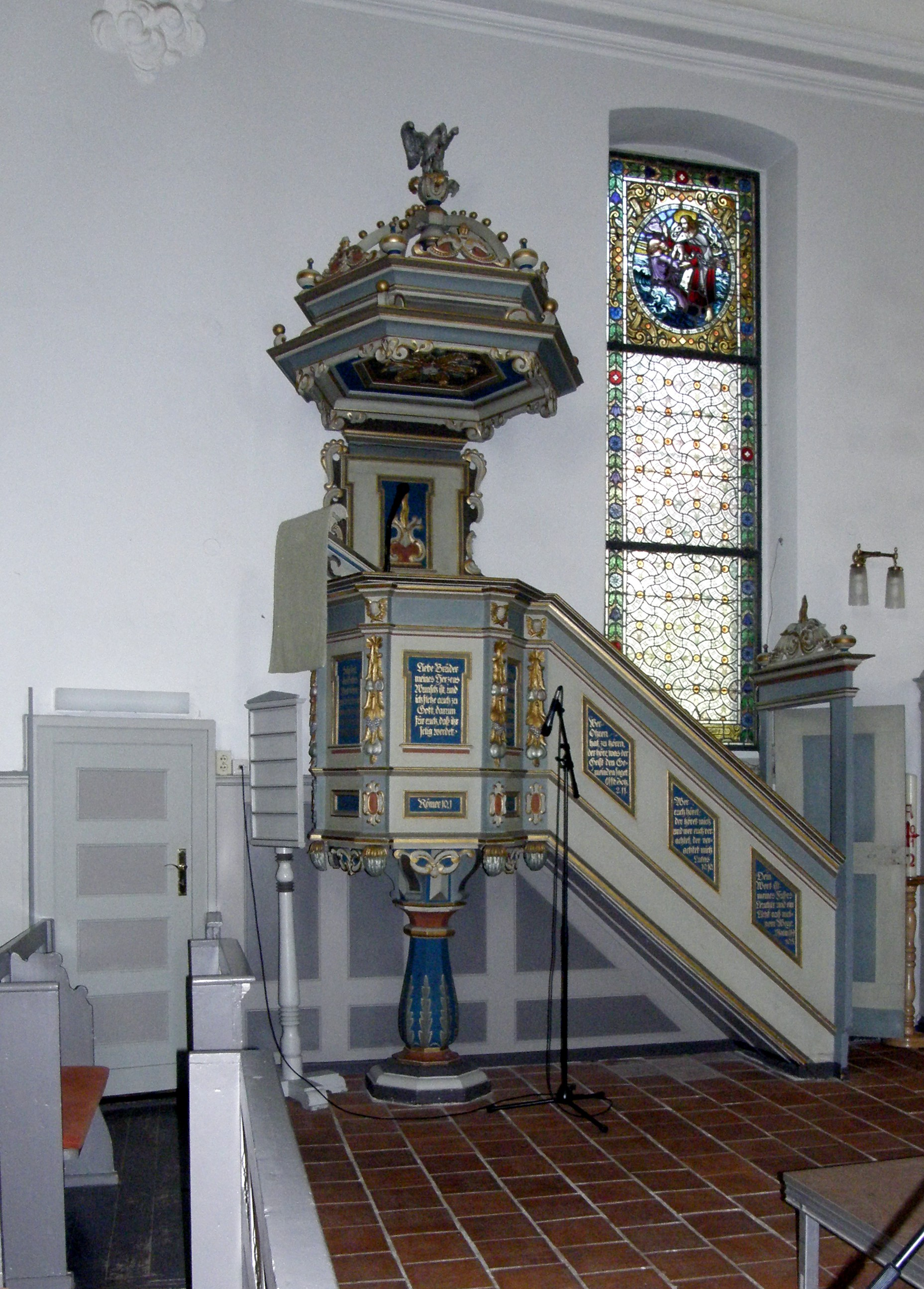
Kanzel

Die barocke Kanzel wurde 1688 angeschafft. Das hölzerne Kunstwerk eines Schreinermeisters aus Köpenick ersetzte die im Dreißigjährigen untergegangene Kanzel. Ein Berliner Kunstmaler gestaltete die Kanzel dann farblich. 1716 erhielt sie ihren heutigen Platz im Kirchenraum. Sie wurde nun im 20. Jahrhundert noch zweimal überarbeitet und farblich erneuert. Die Inschriften weisen sie als eine typisch evangelische Kanzel aus.
An zwei Seiten ziehen sich Emporen entlang. Sie wurden zu verschiedenen Zeiten errichtet und dienten unter anderem auch der Platzerweiterung im Gotteshaus. Als erste entstand an der Westseite ein Chor für die Knechte, 1827 zur Orgelempore umgebaut und um 1640 die Südempore als Chor für die Jugend. Bei den folgenden Renovierungen oder Umbauten kamen immer wieder vorherige Bauteile der Kirche zur Wiederverwendung. Die aktuelle Farbfassung der Emporen stammt aus den Jahren 1979/80, dabei wurden dekorative Elemente aus den 1930er Jahren und von 1957/1958 beseitigt.

### Taufstein und weitere Ausstattungselemente

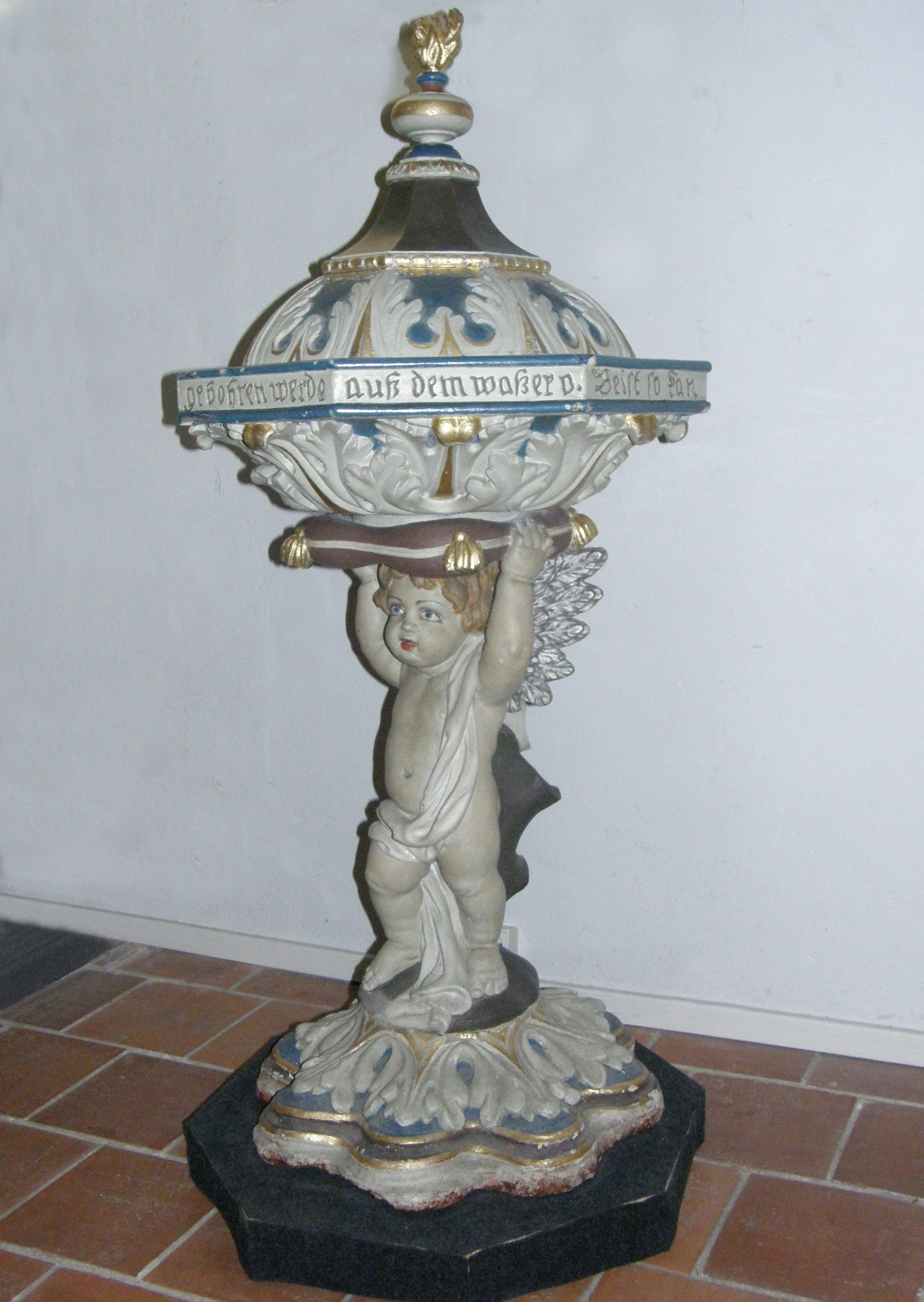
Taufe

Der steinerne Taufstein stellt einen Putto dar, der auf einem Kissen das aus Zinn getriebene Taufbecken mit dem hölzernen Deckel trägt. Er wurde 1690 angeschafft und ist das Werk eines Berliner Bildhauers. Seine Farbigkeit verdankt er dem Maler, der bereits die Kanzel gestaltete.
Das Kirchengestühl (Bänke und Logen) stammt aus verschiedenen Jahrhunderten, nur wenige sind in der ersten Dorfkirche nachgewiesen. Besonders zu nennen sind die Bänke von 1716, ein Pastoren- und ein Küsterstuhl anno 1860 sowie weitere Sitzgelegenheiten. In der heutigen Zeit bietet der Kirchenraum Sitzplätze für rund 350 Besucher.
Eine im Turmmuseum ausgestellte eisenbeschlagene aus einem Baumstamm gefertigte Truhe, wie oben erwähnt, diente bis zur Reformation wahrscheinlich zur Aufbewahrung der liturgischen Geräte, danach zur sicheren Aufbewahrung der Kirchengelder und stammt ebenfalls aus dem Mittelalter.
Zur weiteren Ausstattung gehören ein Weihekreuz, Deckenschmuck (Engelsflüchte), Wandlampen, im Turmaufgang eine Gedenktafel für die Gefallenen des Ersten Weltkriegs aus der Kaulsdorfer Gemeinde sowie eine erstmals 1935 eingebaute Umluftheizung, die die Beheizung mittels zweier Kanonenöfen ablöste.

### Orgel
Im Jahr 1827 wurde in die Kaulsdorfer Kirche eine erste Orgel aus der Werkstatt von Carl August Buchholz eingebaut. Den Auftrag der Kirchengemeinde formulierte Buchholz wie folgt:

„Das Gehäuse der Orgel wird aus gutem Kiehnholze nach einer einfachen aber geschmackvollen Zeichnung angefertiget und erhält eine Höhe von circa 9 Fuß, eine Breite von 10 Fuß und eine Tiefe von 4 Fuß. Der Klaviaturschrank wird auf der Seite der Orgel eingelegt und für die nöthigen Zugänge in das Innere der Orgel durch Thüren gesorgt.“

Das Instrument hatte ein Manual zu 54 Tasten, ein freies Pedal zu 27 Tasten, 390 klingende Pfeifen und 8 Registerzüge.
1912 wurde diese Orgel durch einen Neubau der Gebrüder Dinse abgelöst. Diese besaß zwei Manuale, 13 Register und pneumatische Kegelladen und erhielt einen neobarocken Prospekt. 1958 wurde die Dinse-Orgel durch die Orgelbauer der Firma Sauer aus Frankfurt (Oder) im barocken Stil umgebaut; das Ergebnis wurde von Fachleuten jedoch als Verlust des Klangvolumens und des Klangcharakters kritisiert.
Diese auf der Westempore installierte Dinse-Orgel genügte den gestiegenen Ansprüchen nach fast 100-jährigem Gebrauch und zwei überstandenen Weltkriegen nicht mehr. Der Gemeindekirchenrat beschloss deshalb den Neubau einer Orgel, mit dem die Firma Orgelbau Sandtner aus Dillingen a. d. Donau beauftragt wurde. Die erhaltenswerten Teile der Dinse-Orgel wie der Orgelprospekt und einige Register bzw. Registerbereiche wurden aus ästhetischen und denkmalpflegerischen Gründen in dem neuen Instrument wieder verwendet. Die Orgel wurde mit einem festlichen Konzert am 10. Oktober 2010 eingeweiht.
Orgelgehäuse und Disposition
Das Orgelgehäuse ist 4,07 m hoch, 4,99 m breit und 3,20 m tief. Das Instrument besitzt 1232 Pfeifen, 24 Register auf zwei Manualen und Pedal. Sie ist wie folgt disponiert.
| I Hauptwerk      |         |
| Bourdun          | 16′     |
| Principal        | 08′     |
| Flûte harmonique | 08′     |
| Viola da Gambaa  | 08′     |
| Octave           | 04′     |
| Quinte           | 02 ⁄3′  |
| Superoctave      | 02'     |
| Terz             | 01 3⁄5′ |
| Mixtur 4fach     | 01 ⁄3′  |
| Trompete         | 08′     |
| Tremulant        |         |

| II Schwellwerk  |    |
| Geigenprincipal | 8′ |
| Gedackt         | 8′ |
| Aeoline         | 8′ |
| Voc coelestis   | 8' |
| Principal       | 4′ |
| Rohrflöte       | 4′ |
| Flautino        | 2′ |
| Clarinette      | 8′ |
| Tremulant       |    |

| III Pedalwerk |     |
| Violon        | 16′ |
| Subbass       | 16′ |
| Octavbass     | 08′ |
| Violoncello   | 08′ |
| Posaune       | 16′ |
| Trompete      | 08′ |

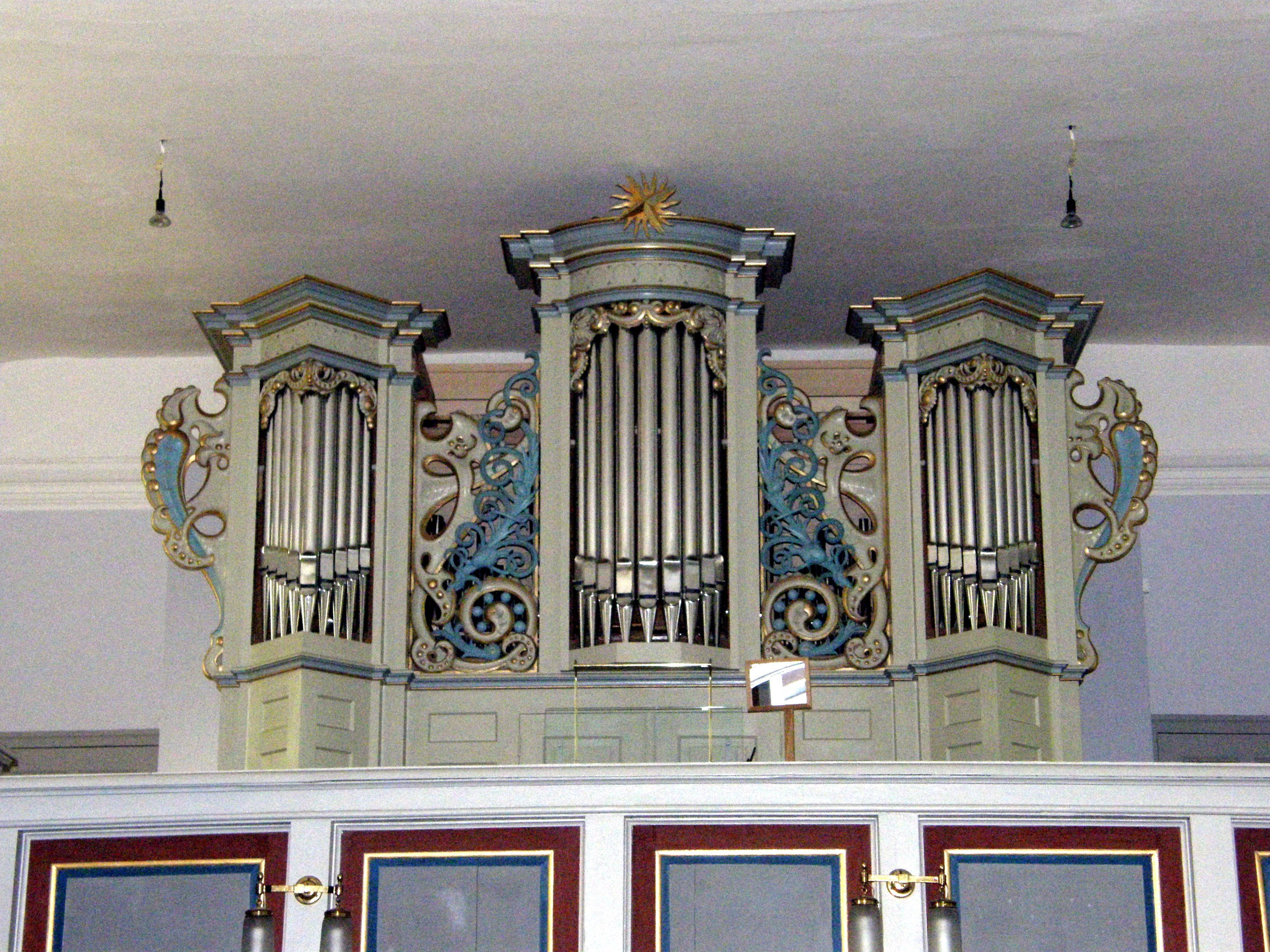
Sandtner-Orgel auf der Empore

Koppeln: II–I, II–I sub, II–Ped, I–Ped und ein vergoldeter Cymbelstern

### Glocken

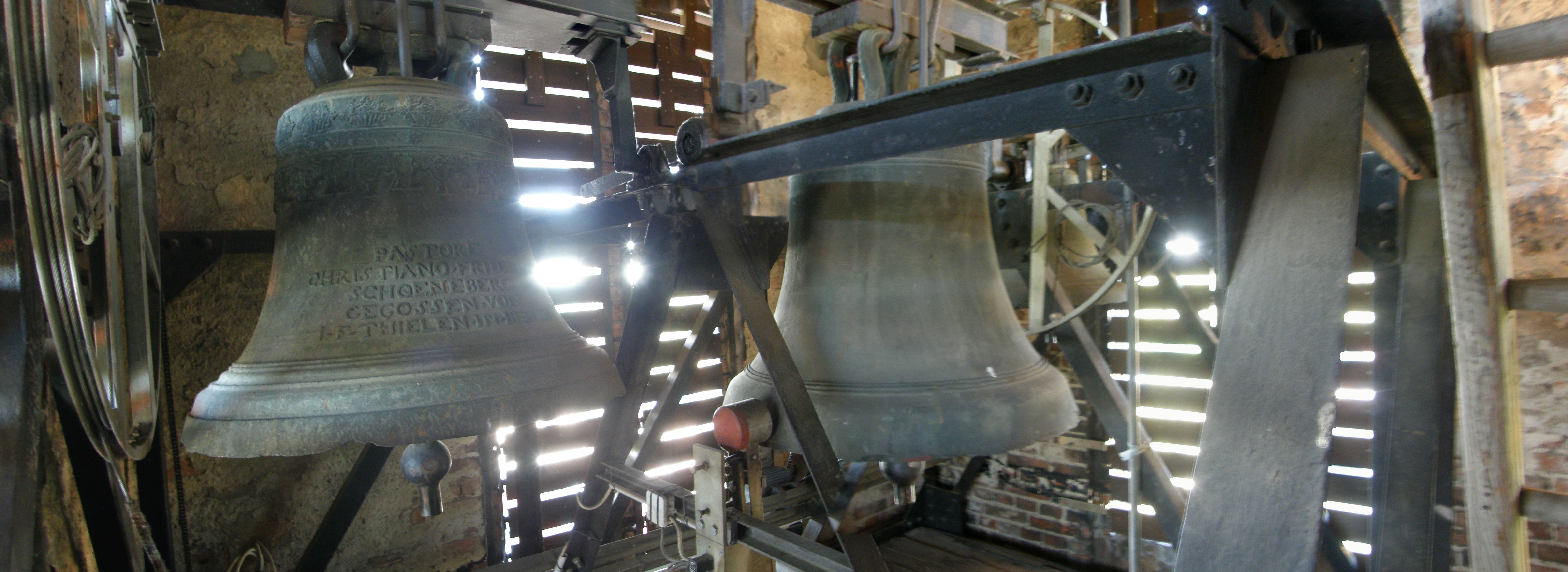
Ansicht des Geläuts

Das Geläut der Kaulsdorfer Kirche besteht aus drei Bronzeglocken. Es wird seit 1973 elektrisch betrieben, die Läuteanlage wurde 1996 modernisiert.
Die kleinste Glocke wird von Fachleuten ihrer Form und ihrem Ton nach auf eine Herstellung um 1300 datiert. Sie weist keine Inschriften oder Gießerzeichen auf. Sie besitzt einen Durchmesser von 670 mm, ein Gewicht von 180 kg und ist auf den Hauptton h und den Unterton d gestimmt mit der Tonlage fis (Es"). Daneben erklingt das tiefe c.
Die mittlere Glocke wurde 1740 aus einer um 1600 hergestellten Vorgängerglocke einer Kirche aus Kölln umgegossen. Sie enthält folgende Inschrift:

„Gott allein die Ehre! Unter Zustimmung des hochehrwürdigen Direktoriums der Domkirche Cölln an der Spree hat mich Carl Philipp Mentzel, Kapitelverwalter im Jahre der Auferstehung des Herrn, 1740, als Christian Friedrich Schöneberg Pfarrer war, umgießen lassen. GEGOSSEN VON I F THIELEN IN BERLIN“

Die Glocke ist am oberen Rand mit einem umlaufenden Fries verziert. Sie besitzt einen Durchmesser von 765 mm, ein Gewicht von 250 kg und ist auf den Hauptton h (c) und den Unterton d gestimmt mit der Tonlage Des".
Die große Glocke entstand gemäß ihrer gotischen Minuskelinschrift im Jahre 1518: „Oh, König der Herrlichkeit, Christus, komme mit Frieden, im Jahr des Herrn 1518“. Ein Gießerzeichen sowie ein kleines rundes Medaillon, auf dem sich schemenhaft ein Christuskopf abzeichnet, können Hinweise auf ihre Herkunft geben, sind aber noch nicht identifiziert. Die Glocke besitzt einen Durchmesser von 945 mm, ein Gewicht von 460 kg, ist auf den Hauptton a mit dem Unterton c gestimmt und hat die Tonlage B'.
Die drei Bronzeglocken mussten im Ersten Weltkrieg – „wegen ihrer Stimmung und ihres musikalisch wertvollen Zusammenklanges“ – nicht wie so viele andere zur Herstellung von Kriegsmaterial abgeliefert werden. Jedoch wurden die beiden größeren Glocken am 27. Februar 1942 auf Befehl von Hermann Göring ausgebaut und zentral eingelagert. Pfarrer Schachtschneider aus der Kaulsdorfer Gemeinde und das Konsistorium der Evangelischen Kirche Berlin konnten beide Glocken nach Kriegsende wiederbeschaffen. Sie wurden im November 1953 wieder in den Kirchturm eingebaut.
Als Glockenstuhl dient eine Stahlkonstruktion vom März 1968, in dem die Glocken nebeneinander hängen. Der vorherige hölzerne Glockenstuhl, hergestellt aus Holz des Vorgängerturmes, war durch Holzschädlinge unbrauchbar geworden. Dort hingen die mittlere und die kleine Glocke über der Großen.

## Seelsorge, Pfarr-, Gemeinde- und Küsterhaus

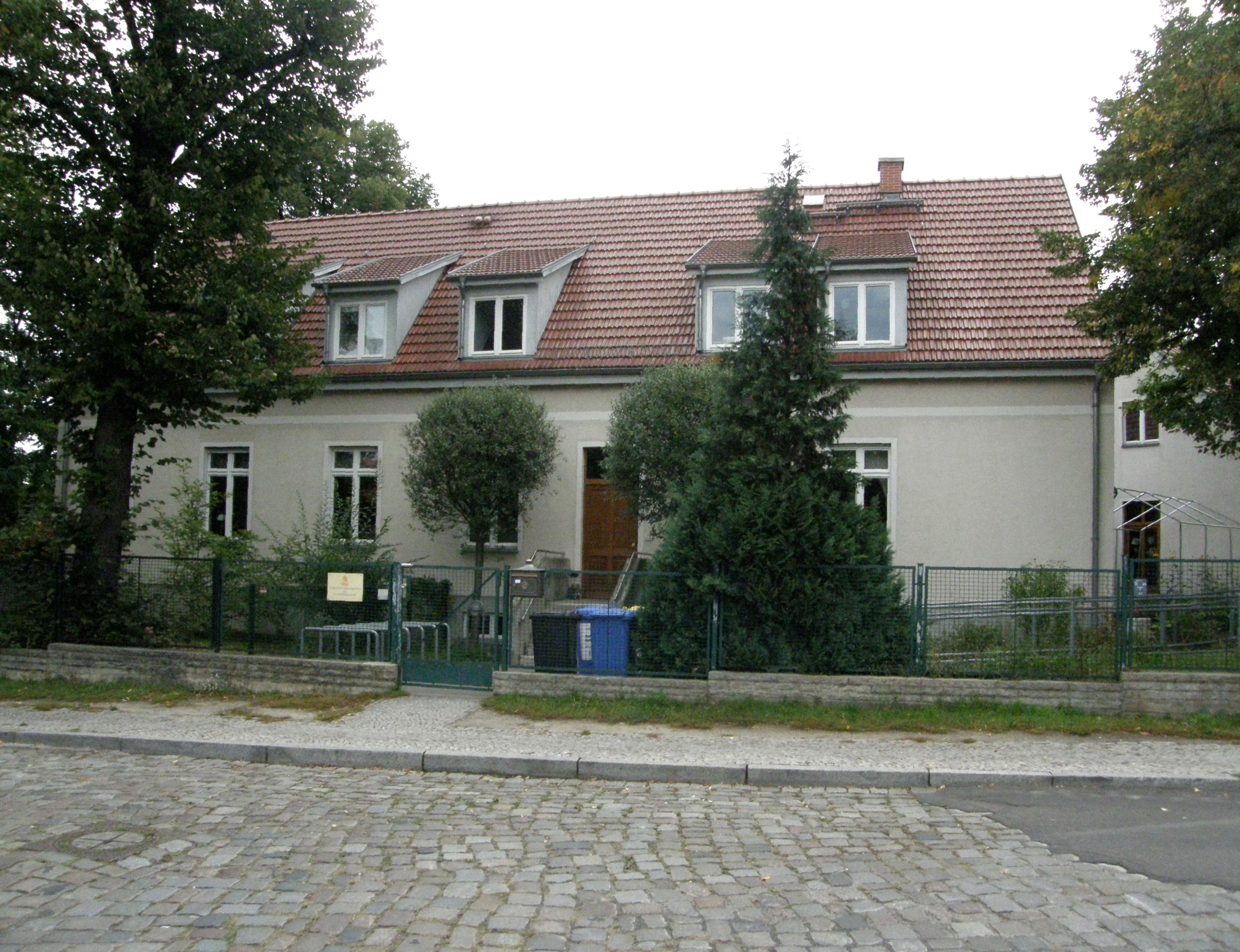
Kita und Pfarrhaus

Die Evangelische Kindertagesstätte (Kita) am Dorfanger wurde 1999 als Neubau auf Kirchenland errichtet. Die Kita knüpft an die bereits zu Anfang des 19. Jahrhunderts begonnene Kindergarten-Tradition durch die Kaulsdorfer Kirchengemeinde an. Hier werden 50–55 Kinder betreut. Auf diesem Gelände stand ein 1933 errichtetes Pfarr- und Bürohaus, das zuletzt von Pfarrer Heinrich Grüber bewohnt wurde. 1943 wurde es durch eine Brandbombe völlig zerstört.
In das heutige Kita-Gebäude wurde baulich eine Pfarrwohnung integriert.

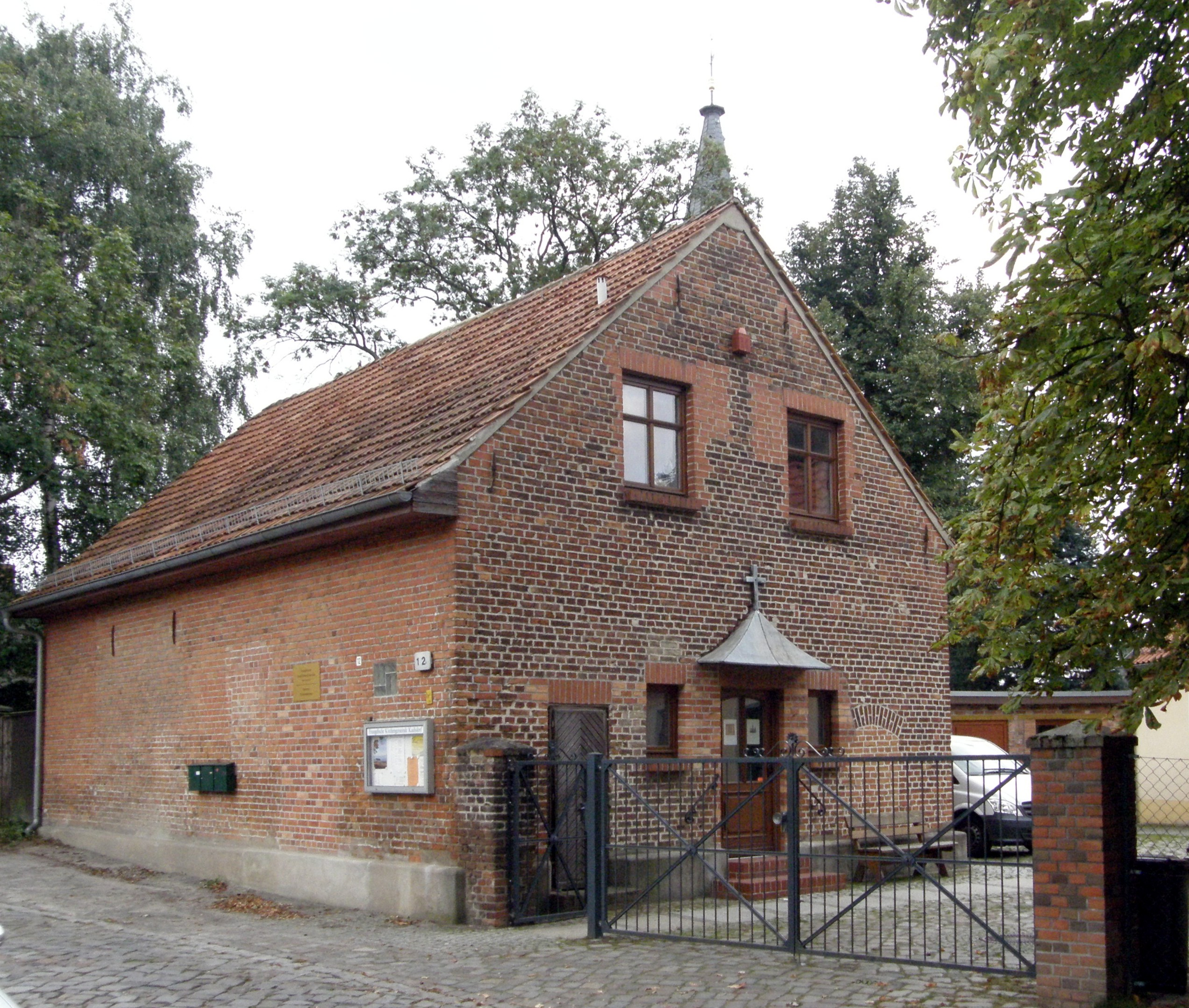
Küster- und Bürohaus

Das Küsterhaus nordöstlich des Kirchengebäudes auf dem Dorfanger ist 1857 für den Pfarrer als Scheune und Stallgebäude errichtet worden. Es wurde im 20. Jahrhundert zu Wohnzwecken und letztlich zu einem Bürohaus umgebaut.
Ein im Jahr 1830 als Dorfschule errichtetes Gebäude wurde zu dem heutigen Gemeindehaus umfunktioniert.

## Kirchhof
Wie es jahrhundertelang üblich war, diente die Fläche neben der Kirche bis 1866 als Begräbnisplatz. Der Kirchhof ist von Feldsteinmauern eingefriedet, die aus der Zeit vor dem Dreißigjährigen Krieg stammen. Die früheren hölzernen Einfriedungen sind in den letzten Jahrhunderten durch Klinkermauern ersetzt worden. Neben der Hochzeitspforte ist in der Mauer eine Berliner Gedenktafel angebracht, welche an den ehemaligen Pfarrer Heinrich Grüber erinnert.